# Rancho del Cielo

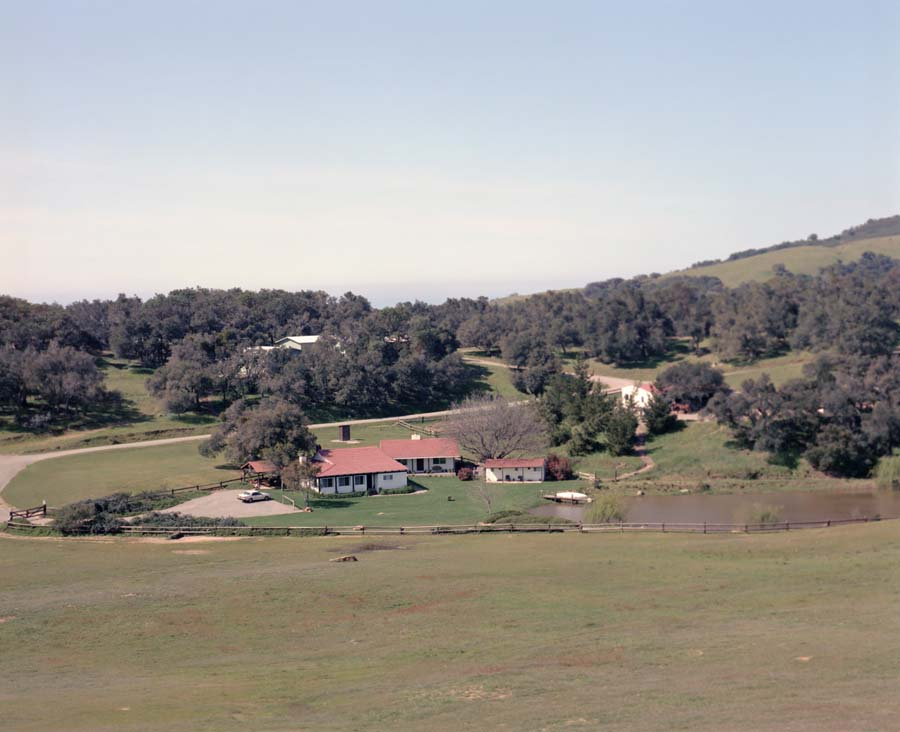
O Rancho del Cielo em data não identificada. A casa de adobe (localizada ao centro), o "Lago Lucky" (à direita) e o celeiro (ao centro, parcialmente oculto).

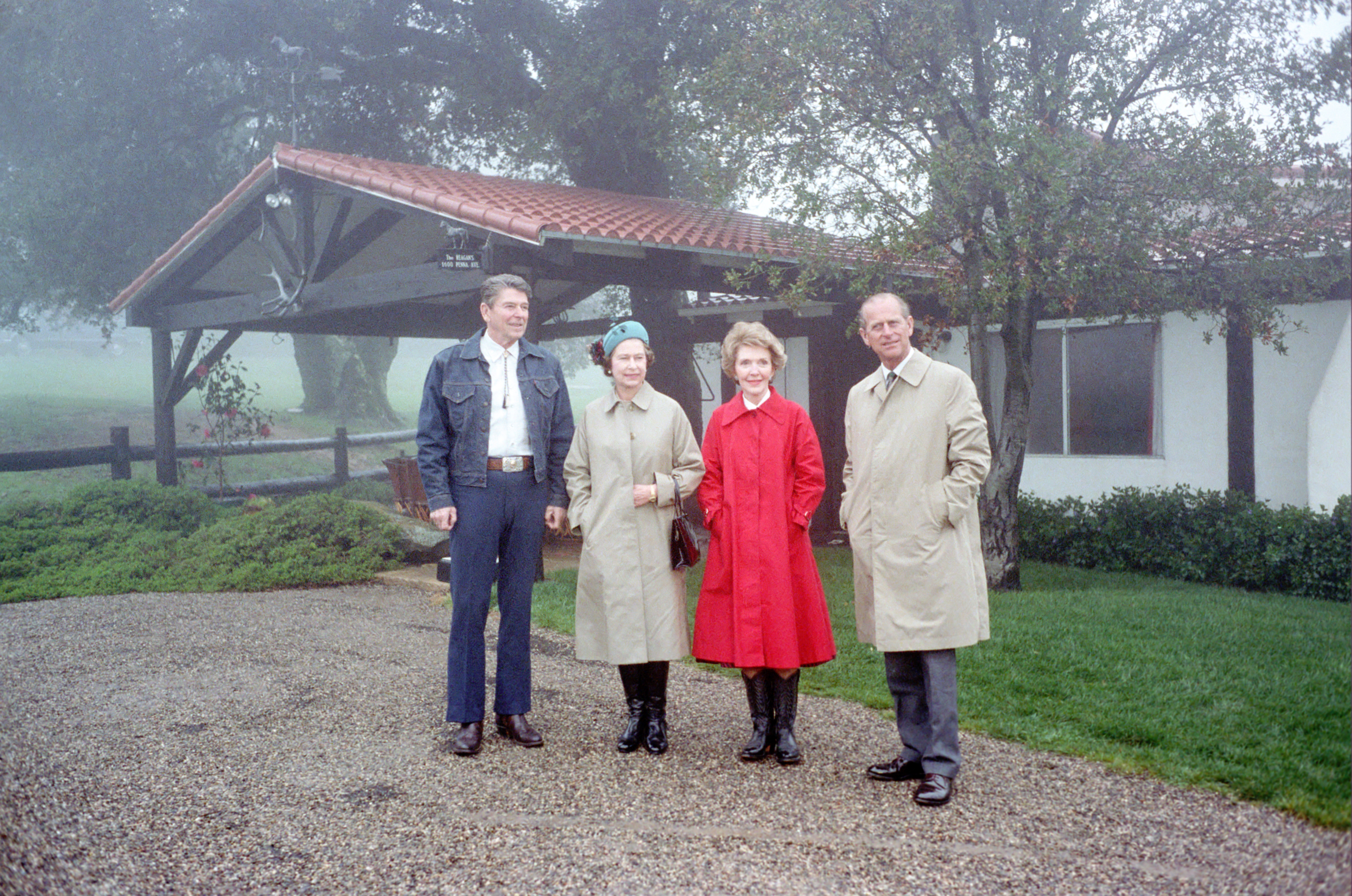
Os Reagan com Elizabeth II e Filipe, Duque de Edimburgo em março de 1983 no Rancho del Cielo.

Rancho del Cielo, também conhecido como Sky's Ranch e Heaven's Ranch, é um rancho localizado no topo da Montanha de Santa Ynez, a noroeste de Santa Bárbara, Califórnia. Foi utilizado como uma casa de férias do presidente Ronald Reagan e da primeira-dama Nancy Reagan.

## História
José Jesús Pico, um descendente de Santiago de la Cruz Pico, que chegou ao local com a expedição de Anza em 1776, construiu a casa original em 1871, sendo originalmente chamado de Rancho de los Picos. A propriedade pertenceu a família Pico até 1941, quando Joe, um dos filhos de José Pico, a vendeu para Frank Flournoy, um inspetor do Condado de Santa Bárbara, por seis mil dólares, equivalente a atuais US$ 96.204. Frank vendeu o rancho para Roy e Rosalie Cornelius, que adquiriram um terreno adicional para a propriedade.
Os Reagan compraram o rancho dos Cornelius por cerca de 527 mil dólares, equivalente a atuais US$ 2,5 milhões, em 1974, quando o segundo mandato de Ronald como governador da Califórnia estava chegando ao fim. A propriedade possui um lago chamado de Lucky, estábulos, um celeiro de cavalos e uma casa decorada com mobiliário dos anos 1970.
Durante a presidência, os Reagan passaram 349 dias no Rancho del Cielo, que ficou conhecido como a Western White House. Foi no Rancho del Cielo que Ronald Reagan assinou a Economic Recovery Tax Act of 1981 e recebeu inúmeros convidados ilustres, como a primeira-ministra britânica Margaret Thatcher, a rainha Elizabeth II e o líder soviético Mikhail Gorbachev. Depois de Ronald deixar a presidência em 1989, ele e Nancy mudaram-se para uma casa de Bel Air, Los Angeles, mas mantiveram o rancho como um retiro.
Devido a Doença de Alzheimer, Ronald Reagan visitou o rancho pela última vez em 1995. Nancy visitou o local pela última vez em 1998, antes de vender a propriedade para a Young America's Foundation, um grupo conservador que atualmente preserva o rancho como "um monumento vivo das ideias, valores e realizações duradouras de Reagan." Embora está fechado ao público, a Young America's Foundation oferece a estudantes e simpatizantes a oportunidade de visitar o imóvel.